# المركز الوطني للعدالة البيئية
المركز الوطني للعدالة البيئية (بالإنجليزية: National Center For Environmental Justice) هو إحدى مؤسسات المجتمع المدني غير الربحية المرخصة في الأردن من قبل وزارة التنمية الاجتماعية / سجل الجمعيات تحمل الرقم الوطني (2012051100005)،  والذي تأسس في عام 2012،  كأول جمعية بيئية تعنى بحماية البيئة من الجانب القانوني في الاردن في الحقوق البيئية تحت مظلة وإشراف وزراة البيئة، ويضم المركز مجموعة من القانونيين والخبراء المختصين في المجال البيئي القانوني، ويولي المركز جل إهتمامه بتكريس ورفع مستوى الوعي القانوني البيئي وتحقيق مبدأ العدالة البيئية والمناخية، ضمن تعزيز مفهوم سيادة القانون في إطار أبعاد التنمية المستدامة، وتدعيم مفهوم الحقوق البيئية كأحد الحقوق الأساسية المكرسة للإنسان، وتحسين وتقنين التشريعات الناظمة للبيئة، وتحسين خواصها، بتناغم مع المتطلبات الوطنية والإقليمية والدولية، ضمن نهج تنفيذي وتمكيني للتوجه نحو حاضر ومستقبل واعد للأجيال الحالية و المقبلة، في سياق العمل المحلي والإقليمي.

## الأهداف الإستراتيجية
ويوجد هناك العديد من الأهداف الاستراتيجية للمركز:
1. خلق جيل قادر على الدفاع عن الحقوق البيئية في إطار أبعاد التنمية المستدامة.
2. تحسين الحماية القانونية البيئية من الناحية التشريعية والقضائية والتنفيذية.
3. تعزيز الشراكات و الحوارات الفاعلة من أجل الوصول إلى غاية العدالة البيئية والمناخية محليا وإقليميا.
4. رفع مهارات أصحاب المصلحة للدفاع عن الحقوق البيئية.
5. تأطير المسؤولية القانونية للإنتهاكات البيئية وإقرارها تشريعيا وقضائياُ.
6. السعي نحو تأسيس قضاء بيئي متخصص.

## خدمات المركز
ويوجد هناك العديد من الخدمات التي يقدمها المركز:
1. الإستشارات القانونية البيئية.
2. التوعية والتدريب القانوني البيئي.
3. الدراسات والأبحاث القانونية البيئية.
4. الإرشاد القانوني البيئي.
5. الترافع في القضايا البيئية أمام المحاكم.
6. الدعم النفسي البيئي.
7. إعداد تقارير بيئية دورية.
8. توفير معلومات وبيانات بيئية وقانونية.

## المشاريع
1. مشروع “تعزيز الزراعة المائية المنزلية من خلال التمكين البيئي في مواجهة أزمة كورونا”.[4]
2. مشروع “الهيكلة الادارية لقطاع العدالة البيئية في الاردن”.[5]
3. مشروع “تعزيز أطر الحوكمة البيئية في برامج الإدارة المحلية لمحافظات إقليم الوسط” بدعم من IRI.[6]
4. مشروع التمكين البيئي عبر التمكين القانوني بدعم من GIZ.[7]

## إعرف حقك البيئي
1. الحق في الغذاء.[8]
2. الحق في الصحة.[9]
3. الحق في الحياة.[10]
4. الحق في العيش في بيئة سليمة وصحية وملائمة.[11]
5. البيئة وعلاقتها بحقوق الإنسان.[12]
6. .تكريس الحقوق البيئية.[13]
7. أجيال حقوق الإنسان.[14]

## العضويات والشراكات
المركز عضو في شبكة العمل المناخي في العالم العربي منذ 2018، كما أنه عضو في اتحاد الجمعيات البيئية (الاتحاد النوعي) في الأردن منذ 2022.
بالإضافة لشراكة المركز مع وزارة البيئة، عقد المركز شراكات مع وزارة الشباب وجامعة الشرق الأوسط والجامعة الأردنية وجامعة الزرقاء والمعهد الجمهوري الوطني IRI، وبرنامج الأمم المتحدة للتطوير UNDP وصندوق البيئة العالمي.